# Qutlughchaniden
Die Qutlughchaniden waren eine muslimische Dynastie im iranischen Kirman, welche zwischen 1222 und 1306 herrschte. Sie stammte von den Kara Kitai aus Transoxanien ab und stand erst unter der Oberherrschaft der Choresm-Schahs und dann unter jener der Mongolen.
Der Gründer der Dynastie namens Baraq war zum Islam konvertiert und hatte vom abbasidischen Kalifen den Titel Qutlugh Sultan sowie die Herrschaft über Kirman verliehen bekommen.
Der letzte Qutlughchaniden-Herrscher Soyurghatmisch geriet wegen Tributzahlungen mit den Ilchanen aneinander und wurde 1305 von Öldscheitü abgesetzt. Soyurghatmischs Tochter heiratete Mubariz ad-Din Muhammad, den Begründer der Muzaffariden-Herrschaft. Kirman ging dann konsequenterweise in Mubariz ad-Dins Besitz über.

## Herrscher
- Nasir ad-Dunya wa-d-Din Abu l-Fawaris Baraq Hadschib, 1222–1235
- Qutb ad-Din Abu l-Fath Muhammad, 1235–1236 und 1252–1257
- Rukn ad-Din Mubarak b. Baraq, 1236–1252
- Qutb ad-Din/Ismat ad-Dunya wa-d-Din Qutlugh-Terken, 1257–1282 (für Haddschadsch-Sultan b. Muhammad)
- Dschalal ad-Din Abu l-Muzaffar Soyurghatmisch b. Muhammad, 1282–1292
- Safwat ad-Din Padischah-Chatun bt. Muhammad, 1292–1295
- Muzaffar ad-Din Abu l-Harith Muhammad Schah-Sultan b. Haddschadsch-Sultan, 1296–1304
- Qutb ad-Din Schah-Dschahan b. Soyurghatmisch, 1304–1305